# Église Saint-Jean de Najac
Pour les articles homonymes, voir Église Saint-Jean.
L'église Saint-Jean de Najac est une église catholique située en France sur la commune de Najac, dans le département de l'Aveyron en région Occitanie.
L'édifice est classé au titre des monuments historiques le 14 juin 1924.

## Localisation
L'église est située dans le département français de l'Aveyron, sur la commune de Najac.

## Historique
L'édifice est classé au titre des monuments historiques en 1924.